# Teodor de Wyzewa
Teodor de Wyzewa (Teodor Wyżewski) ou Théodore de Wyzewa, nascido em Podolia em 12 de setembro de 1862 e faleceu em Paris em 15 de abril de 1917, foi um crítico de arte, crítico musical e crítico literário francês nascido polonês, escritor e tradutor multilingue considerado como um dos principais proponentes do movimento simbolista na França.